# Daishi Dance
Suzuki Daishi (nascido em Hokkaido, 1976) mais conhecido pelo seu nome artístico Daishi Dance, é um DJ e produtor musical Japonês.

## Discografia

### Álbuns
1. The P.I.A.N.O. Set (19 de julho de 2006)
2. Melodies Melodies (3 de outubro de 2007)
3. Spectacle. (7 de outubro de 2009)
4. Wonder Tourism (14 de novembro de 2012)
5. New Party! (25 de setembro de 2013)
6. Gekimori (6 de agosto de 2014)

### Álbuns Cover
- The Ghibli Set (2 de julho de 2008)
- The Ghibli Set 2 (18 de dezembro de 2013)

### Compilações de remixes
- Daishi Dance Remix (21 de janeiro de 2009)
- Daishi Dance Remix... 2 (3 de novembro de 2010)

### Mixtapes
- MyDJBooth: DJ Mix 1 (28 de abril de 2010)
- MyDJBooth.2 (9 de novembro de 2011)
- MyDJBooth.3 (27 de março de 2013)
- EDM Land (14 de maio de 2014)

### Produções originais
- 2008: Chieko Kinbara - "Romance for Strings"
- 2008: Arvin Homa Aya - "Winter Love"
- 2010: Mika Nakashima - "Memory"
- 2010: Miliyah Kato - "I Miss You"
- 2011: Rainbow - "To Me"
- 2011: After School - "Shampoo"
- 2011: Mucc - "Arcadia"
- 2012: Maki Nomiya - "Sweet Soul Review"
- 2012: Orange Caramel - "Milkshake"
- 2013: Miliyah Kato - "Nemurenu Yoru no Sei de"
- 2013: Miliyah Kato - "With U"
- 2014: Miliyah Kato - "Emotion"
- 2014: Ayumi Hamasaki - "What is Forever Love"
- 2015: Ayumi Hamasaki - "Sayonara (feat. SpeXial)"

### Remixes
- 2007: Axwell - "I Found You"
- 2007: Free Tempo - "Harmony"
- 2007: Michael Gray - "The Weekend"
- 2007: Double - "Spring Love"
- 2008: Mika Nakashima - "Sakura (Hanagasumi)"
- 2008: Miley Cyrus - "7 Things"
- 2008: Ayumi Hamasaki - "Heaven"
- 2008: Chieko Kinbara - "Romance for Strings"
- 2008: Genki Rockets - "Star Surfer"
- 2008: Roland Clark apresenta Urban Soul - "Life Time"
- 2009: Coldfeet - "Okay With Me"
- 2009: BWO "Sunshine in the Rain"
- 2009: May J. - "Garden"
- 2009: Junsu/Jejung/Yuchun - "Long Way"
- 2010: Mitomi Tokoto - "That Ibiza Track"
- 2011: Marié Digby - "Part Of Your World"
- 2013: Carly Rae Jepsen - "Call Me Maybe"